# Cypella osteniana
Cypella osteniana là một loài thực vật có hoa trong họ Diên vĩ. Loài này được Beauverd miêu tả khoa học đầu tiên năm 1922 publ. 1923.